# Zyzomys pedunculatus
Rat à grosse queue
Espèce
Répartition géographique
Statut de conservation UICN

 CR A2abce : 
En danger critique
Statut CITES
Zyzomys pedunculatus, le Rat à grosse queue,, est une espèce de petits rongeurs australiens de la famille des Muridae en danger critique d'extinction.
Ce rat des rochers (« central rock rat » pour les anglophones, à ne pas confondre avec les représentants du genre Aconaemys) semblait une espèce éteinte depuis des décennies quand il fut redécouvert en 1996  dans les West MacDonnell Ranges. Il a depuis lors été vu en petit nombre dans plusieurs sites des West MacDonnells. Le Alice Springs Desert Park, au centre de l'Australie, maintient pour plus de sûreté une petite population en captivité en prenant soin de respecter les contraintes démographiques et génétiques recommandées par les spécialistes internationaux.

## Répartition
Ce rongeur est endémique du Territoire du Nord en Australie.

## Systématique
Le nom valide complet (avec auteur) de ce taxon est Zyzomys pedunculatus (Waite, 1896).
Cette espèce a été initialement décrite sous le protonyme Laomys pedunculatus.
Ce taxon porte en français le nom vernaculaire ou normalisé suivant : Rat à grosse queue,,.